# Festival de télévision de Monte-Carlo 2002
 (novembre 2016).
Le Festival de télévision de Monte-Carlo 2002, 42e édition du festival, s'est déroulé du 1er au 6 juillet 2002.

## Palmarès

### Programme long fiction
- Meilleur programme long de fiction : Gokigen-Ikaga, Teddy Bear?  Japon
- Meilleur scénario : Alberto Simone at Silvia Napolitano pour Un Difetto di famiglia  Italie
- Meilleure mise en scène : Dimiter Petkov pour Opachkata Na Dyavola (The Devil's Tail)  Bulgarie
- Meilleur acteur : Jürgen Tarrach (de) dans Wambo (Exposed)  Allemagne
- Meilleure actrice : Anne-Marie Duff dans Sinners  Irlande

### Actualités
- Meilleurs documentaires
  - Beneath the Veil, CNN et Channel 4  Royaume-Uni
  - Hibakuchiryo 83 - Nichikan No Kiroku : Tokaimura Rinkai Giko (A Certain Death), NHK  Japon
  - Mention spéciale : Witness : In the Line of Fire, CBC  Canada

- Meilleurs reportages d'actualité
  - Der Aufstand Der Taliban, WDR  Allemagne
  - Afghanistan 2001 - Fall of the Taliban, BBC One  Royaume-Uni

- Programme d'actualité 24 heures/24 : Breaking News : September 11 Terrorist Attacks, CNN  Royaume-Uni

### Mini-séries
- Meilleure mini-série : No Tears  Irlande
- Meilleure mise en scène : Diarmuid Lawrence pour Messiah  Royaume-Uni
- Meilleur scénario : Heinrich Breloer et Horst Königstein pour Die Manns  Allemagne
- Meilleure actrice : Sarah Lancashire dans The Cry  Royaume-Uni
- Meilleur acteur : Colm Feore dans Trudeau (en)  Canada

### Prix spéciaux
- Prix de la Croix-Rouge monégasque : Colombia : La Compassion y la Infamia  Espagne
- Prix AMADE-UNESCO
  - Action : Gokigen-Ikaga, Teddy Bear? (How are you, Teddy Bear)  Japon
  - Actualité : La Petite Fée du Mali  France

- Prix SIGNIS
  - Fiction : Gokigen-Ikaga, Teddy Bear? (How are you, Teddy Bear)  Japon
  - Actualité : Fortet Europa : Duden Vid Gränsen (Fortress Europe : death on the border)  Suède

### Quatrième prix du producteur de télévision européen
- Company Pictures  Royaume-Uni

### Premier prix du producteur de séries de télévision

#### Catégorie dramatique
- Meilleurs producteurs de l'année : John Wells, Aaron Sorkin, Thomas Schlamme, Llewellyn Wells, Christopher Misiano, Alex Graves, Michael Hissrich pour À la Maison-Blanche (The West Wing)  États-Unis
- Meilleurs producteurs européens de l'année : Nicola Schindler, Russell T Davies, Annie Harrison-Baxter pour Bob et Rose  Royaume-Uni
- Meilleur acteur : Alan Davies dans Bob et Rose  Royaume-Uni
- Meilleure actrice : Lesley Sharp dans Bob et Rose  Royaume-Uni

#### Catégorie comédie
- Meilleurs producteurs de l'année : Michael Patrick King, Sarah  Jessica Parker, Cindy Chupack, John P. Melfi pour Sex and the City  États-Unis
- Meilleur producteur européen de l'année : Alessandro Jacchia pour Un sacré détective (Don Matteo)  Italie
- Meilleur acteur : Terence Hill dans Un sacré détective (Don Matteo)  Italie
- Meilleure actrice : Sarah Jessica Parker dans Sex and the City  États-Unis

### Grand prix du documentaire URTI (Université radiophonique et télévisuelle internationale)
- Trophée ARMAN
  - Bellaria - as long as we live  Allemagne
  - Médaille d'argent : Exercices de Liberté  Roumanie
  - Médaille de bronze : Arbres  Belgique
  - Mention spéciale : For Yves Montand